# Newton Abbot Demo
Newton Abbot Demo (oficjalnie bez tytułu) – demo angielskiego zespołu rockowego Muse, wydane w 1997 roku. Kaseta zawiera 11 piosenek nagranych na przełomie lat 1996/1997 w Coombeshead Studios w Newton Abbot.
Utwór "Balloonatic" znalazł się na kompilacji Helping You Back to Work Vol 1.

## Lista utworów
1. "Falling With the Crowd"
2. "Agitated"
3. "Coma"
4. "Balloonatic"
5. "Forameus"
6. "Boredom"
7. "Crazy Days"
8. "Sober"
9. "Jimmy Kane"
10. "Rain"
11. "Ashamed"